# Чемпіонат світу з веслування на байдарках і каное 2022
Чемпіонат світу з веслування на байдарках і каное 2022 відбувся з 3 по 7 серпня 2022 року в Галіфаксі, Канада.

## Медальний залік
*   Країна-господарка ( Канада)
| Місце                | Країна               | Золото | Срібло | Бронза | Загалом |
| -------------------- | -------------------- | ------ | ------ | ------ | ------- |
| 1                    | Іспанія              | 4      | 2      | 2      | 8       |
| 2                    | Угорщина             | 4      | 1      | 6      | 11      |
| 3                    | Польща               | 3      | 3      | 1      | 7       |
| 4                    | Канада*              | 3      | 1      | 2      | 6       |
| 5                    | Німеччина            | 2      | 7      | 5      | 14      |
| 6                    | Австралія            | 2      | 2      | 1      | 5       |
| 7                    | Україна              | 2      | 1      | 2      | 5       |
| 8                    | Нова Зеландія        | 2      | 0      | 0      | 2       |
| 9                    | КНР                  | 1      | 2      | 2      | 5       |
| 10                   | Бразилія             | 1      | 1      | 0      | 2       |
| 10                   | Куба                 | 1      | 1      | 0      | 2       |
| 10                   | Румунія              | 1      | 1      | 0      | 2       |
| 10                   | Швеція               | 1      | 1      | 0      | 2       |
| 14                   | Чехія                | 1      | 0      | 2      | 3       |
| 15                   | Молдова              | 1      | 0      | 0      | 1       |
| 15                   | США                  | 1      | 0      | 0      | 1       |
| 17                   | Португалія           | 0      | 2      | 1      | 3       |
| 18                   | Хорватія             | 0      | 1      | 1      | 2       |
| 18                   | Чилі                 | 0      | 1      | 1      | 2       |
| 20                   | Італія               | 0      | 1      | 0      | 1       |
| 20                   | Литва                | 0      | 1      | 0      | 1       |
| 20                   | Словенія             | 0      | 1      | 0      | 1       |
| 23                   | Ірландія             | 0      | 0      | 1      | 1       |
| 23                   | Бельгія              | 0      | 0      | 1      | 1       |
| 23                   | Казахстан            | 0      | 0      | 1      | 1       |
| 23                   | Мексика              | 0      | 0      | 1      | 1       |
| Загалом (26 збірних) | Загалом (26 збірних) | 30     | 30     | 30     | 90      |

## Результати

### Чоловіки
Неолімпійські дистанції 

#### Каное
| Дистанція  | Золото                                                       | Золото   | Срібло                                                                       | Срібло   | Бронза                                                          | Бронза   |
| ---------- | ------------------------------------------------------------ | -------- | ---------------------------------------------------------------------------- | -------- | --------------------------------------------------------------- | -------- |
| К–1 200 м  | Олексій Колядич Польща                                       | 39.25    | Ніко Пікерт Німеччина                                                        | 39.35    | Віктор Степанов Казахстан                                       | 39.44    |
| К–1 500 м  | Ісакіас Кейрос Бразилія                                      | 1:54.49  | Каталін Чиріла Румунія                                                       | 1:56.51  | Мартін Фукса Чехія                                              | 1:56.79  |
| К–1 1000 м | Каталін Чиріла Румунія                                       | 4:14.28  | Ісакіас Кейрос Бразилія                                                      | 4:15.80  | Мартін Фукса Чехія                                              | 4:16.21  |
| К–1 5000 м | Сергій Тарновський Молдова                                   | 23:37.85 | Сергей Торрес Куба                                                           | 23:37.94 | Себастьян Брендель Німеччина                                    | 23:55.18 |
| К–2 500 м  | Іспанія Кайетано Гарсія Пабло Мартінес                       | 1:46.32  | Польща Віктор Глазунов Томаш Барняк                                          | 1:46.81  | КНР Лю Хао Цзі Бовень                                           | 1:46.90  |
| К–2 1000 м | Німеччина Себастьян Брендель Тім Гекер                       | 3:54.91  | КНР Лю Хао Цзі Бовень                                                        | 3:55.34  | Канада Крейг Спенс Бретт Гіммелман                              | 4:06.14  |
| К–4 500 м  | Іспанія Жоан Морено Пабло Гранья Мануель Фонтан Адріан С'єро | 1:39.42  | Польща Александр Квітевський Арсен Слівінський Віктор Глазунов Норман Зезула | 1:39.91  | Україна Віталій Вергелес Андрій Рибачок Юрій Вандюк Тарас Міщук | 1:40.52  |

#### Байдарка
| Дистанція  | Золото                                                             | Золото   | Срібло                                                   | Срібло   | Бронза                                                         | Бронза   |
| ---------- | ------------------------------------------------------------------ | -------- | -------------------------------------------------------- | -------- | -------------------------------------------------------------- | -------- |
| Б–1 200 м  | Карлос Аревало Іспанія                                             | 36.43    | Петтер Меннінг Швеція                                    | 36.71    | Колош Чізмадіа Угорщина                                        | 36.82    |
| Б–1 500 м  | Йозеф Достал Чехія                                                 | 1:42.45  | Жан ван дер Вестгейзен Австралія                         | 1:43.57  | Фернандо Пімента Португалія                                    | 1:44.06  |
| Б–1 1000 м | Балінт Копас Угорщина                                              | 3:38.93  | Фернандо Пімента Португалія                              | 3:38.98  | Якоб Шопф Німеччина                                            | 3:40.27  |
| Б–1 5000 м | Йоакім Ліндберг Швеція                                             | 21:34.26 | Тамаш Гечьо Німеччина                                    | 21:51.39 | Франсіско Кубелос Іспанія                                      | 21:54.46 |
| Б–2 500 м  | Угорщина Бенце Надаш Балінт Копас                                  | 1:34.98  | Литва Міндаугас Малдоніс Андрюс Олійнікас                | 1:35.56  | Австралія Жан ван дер Вестгейзен Томас Ґрін                    | 1:35.85  |
| Б–2 1000 м | Німеччина Мартін Гіллер Тамаш Гечьо                                | 3:32.47  | Італія Самуель Бурго Андреа Счера                        | 3:36.82  | Угорщина Балінт Ное Тамаш Куліфай                              | 3:37.77  |
| Б–4 500 м  | Іспанія Саул Кравіотто Карлос Аревало Маркос Купер Родріго Гермаде | 1:20.83  | Німеччина Макс Рендшмідт Том Лібшер Якоб Шопф Макс Лемке | 1:21.27  | Україна Олег Кухарик Дмитро Даниленко Ігор Трунов Іван Семикін | 1:21.38  |

### Жінки
Неолімпійські дистанції 

#### Каное
| Дистанція  | Золото                                                     | Золото   | Срібло                                                                       | Срібло   | Бронза                                                     | Бронза   |
| ---------- | ---------------------------------------------------------- | -------- | ---------------------------------------------------------------------------- | -------- | ---------------------------------------------------------- | -------- |
| К–1 200 м  | Невін Гаррісон США                                         | 49.87    | Марія Корбера Іспанія                                                        | 50.54    | Лінь Веньцзюнь КНР                                         | 50.55    |
| К–1 500 м  | Людмила Лузан Україна                                      | 2:22.34  | Софія Янсен Канада                                                           | 2:23.21  | Марія Майльярд Чилі                                        | 2:24.43  |
| К–1 1000 м | Людмила Лузан Україна                                      | 4:47.90  | Марія Майльярд Чилі                                                          | 4:50.02  | Анніка Лоске Німеччина                                     | 4:51.46  |
| К–1 5000 м | Кеті Венсан Канада                                         | 27:50.88 | Анніка Лоске Німеччина                                                       | 27:55.52 | Марія Корбера Іспанія                                      | 28:02.52 |
| К–2 200 м  | Куба Яріслейдіс Сірільйо Кетерін Сегура                    | 45.09    | КНР Лінь Веньцзюнь Чанвень Шуай                                              | 45.24    | Угорщина Джада Брагато Б'янка Надь                         | 47.59    |
| К–2 500 м  | КНР Сюй Шисяо Сунь Мен'я                                   | 2:01.26  | Україна Людмила Лузан Анастасія Четверікова                                  | 2:03.32  | Угорщина Джада Брагато Б'янка Надь                         | 2:04.70  |
| К–4 500 м  | Канада Софія Янсен Слоун Мак-Кензі Кеті Венсан Юлія Осенде | 1:56.14  | Польща Сільвія Щербинська Александра Яцевич Катаржина Шперкевич Юлія Вальчак | 1:56.31  | Угорщина Джада Брагато Віраг Балла Кінче Такач Б'янка Надь | 1:57.39  |

#### Байдарка
| Дистанція  | Золото                                                            | Золото   | Срібло                                                          | Срібло   | Бронза                                                                   | Бронза   |
| ---------- | ----------------------------------------------------------------- | -------- | --------------------------------------------------------------- | -------- | ------------------------------------------------------------------------ | -------- |
| Б–1 200 м  | Ліза Керрінгтон Нова Зеландія                                     | 41.94    | Аня Остерман Словенія                                           | 42.94    | Анна Луц Угорщина                                                        | 43.09    |
| Б–1 500 м  | Ліза Керрінгтон Нова Зеландія                                     | 1:58.69  | Анамарія Говорчинович Хорватія                                  | 1:59.97  | Юле Гаке Німеччина                                                       | 2:00.30  |
| Б–1 1000 м | Алісса Булл Австралія                                             | 4:27.65  | Естер Рандешші Угорщина                                         | 4:28.97  | Анамарія Говорчинович Хорватія                                           | 4:33.62  |
| Б–1 5000 м | Емеше Кохальмі Угорщина                                           | 23:56.44 | Юле Гаке Німеччина                                              | 24:00.17 | Дженніфер Іган Ірландія                                                  | 24:41.51 |
| Б–2 200 м  | Угорщина Бланка Кішш Анна Луц                                     | 38.76    | Іспанія Сара Узанде Марія Тереса Портела                        | 38.96    | Канада Андреанн Ланґлуа Тошка Гребачка                                   | 38.99    |
| Б–2 500 м  | Польща Кароліна Ная Анна Пулавська                                | 1:49.87  | Німеччина Пауліна Пашек Юле Гаке                                | 1:50.28  | Бельгія Гермін Пітерс Ліз Брукс                                          | 1:52.64  |
| Б–4 500 м  | Польща Кароліна Ная Анна Пулавська Адріанна Каколь Домініка Путто | 1:30.70  | Австралія Елла Бір Алісса Булл Александра Кларк Яле Стейнепрейс | 1:32.78  | Мексика Каріна Аларіс Ізабель Ромеро Беатріз Бріонес Марічела Монтемайор | 1:33.24  |

### Мікст
Неолімпійські дистанції 
| Дистанція | Золото                                | Золото  | Срібло                                     | Срібло  | Бронза                                          | Бронза  |
| --------- | ------------------------------------- | ------- | ------------------------------------------ | ------- | ----------------------------------------------- | ------- |
| К–2 500 м | Канада Коннор Фіцпатрік Кеті Венсан   | 1:56.87 | Німеччина Себастьян Брендель Софі Кох      | 1:58.84 | Польща Александр Квітевський Сільвія Щербинська | 1:59.17 |
| Б–2 500 м | Австралія Алісса Булл Джексон Коллінз | 1:39.49 | Португалія Тереза Портела Фернандо Пімента | 1:39.79 | Німеччина Тобіас Шульц Каролін Арфт             | 1:39.81 |

### Параканое
Непараолімпійські дистанції 

#### Чоловіки
| Дистанція | Золото                        | Золото  | Срібло                          | Срібло  | Бронза                         | Бронза  |
| --------- | ----------------------------- | ------- | ------------------------------- | ------- | ------------------------------ | ------- |
| KL1       | Петер Кісс Угорщина           | 48.40   | Луїс Сілва Бразилія             | 49.14   | Ремі Булле Румунія             | 50.98   |
| KL2       | Микола Синюк Україна          | 42.97   | Девід Філліпсон Велика Британія | 43.95   | Скотт Мартлев Нова Зеландія    | 44.21   |
| KL3       | Хуан Валле Іспанія            | 41.68   | Роберт Олівер Велика Британія   | 41.70   | Ділан Літтлехейлс Австралія    | 41.76   |
| VL1       | Бенджамін Сейнсбері Австралія | 1:10.25 | Алессіо Бедін Італія            | 1:12.54 | Робінсон Мендес Чилі           | 1:14.74 |
| VL2       | Іґор Тофаліні Бразилія        | 51.67   | Фернандо Руфіньйо Бразилія      | 52.00   | Норберто Моурао Португалія     | 53.26   |
| VL3       | Джек Еєрс Велика Британія     | 47.13   | Владислав Єпіфанов Україна      | 47.29   | Хаятмурод Шеркузієв Узбекистан | 47.92   |

#### Жінки
| Дистанція | Золото                          | Золото  | Срібло                      | Срібло  | Бронза                            | Бронза  |
| --------- | ------------------------------- | ------- | --------------------------- | ------- | --------------------------------- | ------- |
| KL1       | Марина Мажула Україна           | 51.86   | Катерінн Воллерманн Чилі    | 52.32   | Бріанна Геннессі Канада           | 52.89   |
| KL2       | Шарлотт Гендшоу Велика Британія | 47.60   | Емма Вінгс Велика Британія  | 48.29   | Каталін Варга Угорщина            | 49.97   |
| KL3       | Лаура Шугар Велика Британія     | 46.48   | Нелія Барбоса Франція       | 46.84   | Феліція Лаберер Німеччина         | 46.93   |
| VL1       | Ліллемор Кепер Німеччина        | 1:29.79 | Пооджа Оджха Індія          | 1:34.18 | Естер Боде Німеччина              | 1:35.16 |
| VL2       | Емма Вінгс Велика Британія      | 58.44   | Бріанна Геннессі Канада     | 1:01.42 | Жанетт Чіппінгтон Велика Британія | 1:03.03 |
| VL3       | Шарлотт Гендшоу Велика Британія | 59.58   | Гоуп Гордон Велика Британія | 1:00.84 | Марі Сантіллі Бразилія            | 1:03.97 |

## Результати збірної України

### Чоловіки
| Спортсмен | Дисципліна      | Попередній заїзд | Попередній заїзд | Півфінал | Півфінал | Фінал   | Фінал |
| Час | Місце           | Час              | Місце            | Час      | Місце    |         |       |
| --- | --------------- | ---------------- | ---------------- | -------- | -------- | ------- | ----- |
| Олег Боровик Полтавська область                                                                                               | К-1 200 метрів  | 41.28            | 2 ФА             | Н/Д      | Н/Д      | 40.20   | 9     |
| Павло Алтухов Полтавська область                                                                                              | К-1 500 метрів  | 1:55.46          | 1 ФА             | Н/Д      | Н/Д      | 1:59.05 | 7     |
| Павло Алтухов Полтавська область                                                                                              | К-1 1000 метрів | 4:10.84          | 2 ПФ             | 4:21.88  | 6 ФВ     | 4:16.22 | 10    |
| Юрій Вандюк Волинська область                                                                                                 | К-1 5000 метрів | Н/Д              | Н/Д              | Н/Д      | Н/Д      | KO      | 11    |
| Віталій Вергелес Львівська областьАндрій Рибачок Волинська область                                                            | К-2 500 метрів  | 1:50.42          | 5 ПФ             | 1:44.20  | 2 ФА     | 1:48.06 | 6     |
| Віктор Свирдюк Волинська областьЕдуард Шеметило Полтавська область                                                            | К-2 1000 метрів | 4:09.66          | 5 ПФ             | 3:58.01  | 4        | Н/Д     | 10    |
| Віталій Вергелес Львівська областьАндрій Рибачок Волинська областьЮрій Вандюк Волинська областьТарас Міщук Полтавська область | К-4 500 метрів  | Н/Д              | Н/Д              | Н/Д      | Н/Д      | 1:40.52 | 3     |
| Олег Кухарик Полтавська областьІгор Трунов Полтавська область                                                                 | Б-2 500 метрів  | 1:36.52          | 1 ПФ             | 1:34.66  | 2 ФА     | 1:37.53 | 6     |
| Олег Кухарик Полтавська областьДмитро Даниленко Вінницька областьІгор Трунов Полтавська областьІван Семикін Київська область  | Б-4 500 метрів  | 1:22.43          | 2 ПФ             | 1:23.42  | 1 ФА     | 1:21.38 | 3     |

### Жінки
| Спортсменка | Дисципліна      | Попередній заїзд | Попередній заїзд | Півфінал | Півфінал | Фінал   | Фінал |
| Час | Місце           | Час              | Місце            | Час      | Місце    |         |       |
| --- | --------------- | ---------------- | ---------------- | -------- | -------- | ------- | ----- |
| Людмила Лузан Полтавська область | К-1 200 метрів  | 48.15            | 5 ПФ             | 50.42    | 2 ФА     | 54.29   | 9     |
| Людмила Лузан Полтавська область | К-1 500 метрів  | 2:16.75          | 1 ФА             | Н/Д      | Н/Д      | 2:22.34 | 1     |
| Людмила Лузан Полтавська область | К-1 1000 метрів | Н/Д              | Н/Д              | Н/Д      | Н/Д      | 4:47.90 | 1     |
| Людмила Лузан Полтавська областьАнастасія Четверікова Житомирська область                                                                           | К-2 500 метрів  | 2:00.82          | 2 ФА             | Н/Д      | Н/Д      | 2:03.32 | 2     |
| Анастасія Горлова Львівська областьЛюдмила Лузан Полтавська областьЛюдмила Кукліновська Полтавська областьАнастасія Четверікова Житомирська область | К-4 500 метрів  | Н/Д              | Н/Д              | Н/Д      | Н/Д      | DNS     | DNS   |
| Інна Клінова Херсонська область | Б-1 200 метрів  | 43.11            | 6 ПФ             | 45.05    | 5 ФВ     | 45.26   | 14    |
| Анастасія Горлова Львівська областьЛюдмила Кукліновська Полтавська область                                                                          | Б-2 200 метрів  | 40.51            | 3 ФА             | Н/Д      | Н/Д      | 40.04   | 6     |
| Анастасія Горлова Львівська областьЛюдмила Кукліновська Полтавська область                                                                          | Б-2 500 метрів  | 1:55.85          | 5 ПФ             | 1:52.71  | 7 ФВ     | 1:52.79 | 12    |

### Мікст
| Спортсмен(ка)                                                    | Дисципліна     | Фінал   | Фінал |
| Час                                                              | Місце          |         |       |
| ---------------------------------------------------------------- | -------------- | ------- | ----- |
| Людмила Лузан Полтавська областьПавло Алтухов Полтавська область | К-2 500 метрів | 2:01.79 | 5     |

### Параканое
| Спортсмен(ка)                        | Дисципліна | Попередній заїзд | Попередній заїзд | Півфінал | Півфінал | Фінал   | Фінал |
| Час                                  | Місце      | Час              | Місце            | Час      | Місце    |         |       |
| ------------------------------------ | ---------- | ---------------- | ---------------- | -------- | -------- | ------- | ----- |
| Микола Синюк Рівненська область      | KL2        | 42.87            | 1 ФА             | Н/Д      | Н/Д      | 42.97   | 1     |
| Андрій Кривчун Полтавська область    | VL2        | 59.24            | 5 ПФ             | 1:00.93  | 2 ФА     | 55.51   | 8     |
| Владислав Єпіфанов Черкаська область | VL3        | 49.89            | 1 ФА             | Н/Д      | Н/Д      | 47.29   | 2     |
| Марина Мажула Волинська область      | KL1        | 56.58            | 1 ФА             | Н/Д      | Н/Д      | 51.86   | 1     |
| Наталія Лагутенко Рівненська область | KL2        | 58.01            | 3 ФА             | Н/Д      | Н/Д      | 53.49   | 6     |
| Наталія Лагутенко Рівненська область | VL3        | 1:03.82          | 2 ФА             | Н/Д      | Н/Д      | 1:05.29 | 5     |